# Dennysville
Dennysville es un pueblo ubicado en el condado de Washington en el estado estadounidense de Maine. En el Censo de 2010 tenía una población de 342 habitantes y una densidad poblacional de 8,65 personas por km².

## Geografía
Dennysville se encuentra ubicado en las coordenadas 44°55′26″N 67°14′46″O / 44.92389, -67.24611. Según la Oficina del Censo de los Estados Unidos, Dennysville tiene una superficie total de 39.55 km², de la cual 38.63 km² corresponden a tierra firme y (2.33%) 0.92 km² es agua.

## Demografía
Según el censo de 2010, había 342 personas residiendo en Dennysville. La densidad de población era de 8,65 hab./km². De los 342 habitantes, Dennysville estaba compuesto por el 97.37% blancos, el 0% eran afroamericanos, el 0.58% eran amerindios, el 0% eran asiáticos, el 0% eran isleños del Pacífico, el 0% eran de otras razas y el 2.05% pertenecían a dos o más razas. Del total de la población el 1.75% eran hispanos o latinos de cualquier raza.